# 구성초등학교 양각분교
구성초등학교 양각분교는 대한민국 경상북도 김천시 구성면 양각길 139-12 (양각리)에 있었던 공립 초등학교이다.

## 연혁
- 1948년 11월 2일 양각국민학교 개교(3학급 편성, 설립인가 9월 10일)
- 1953년 3월 28일 제1회 졸업식(35명)
- 1974년 3월 1일 8학급 편성
- 1986년 3월 10일 병설유치원 개원
- 1996년 3월 1일 양각초등학교로 개칭
- 1999년 2월 19일 제47회 졸업식(총 1,875명)
- 1999년 9월 1일 구성초등학교 양각분교장으로 격하
- 2011년 3월 1일 폐교